# آدم له أربعة أبناء
آدم له أربعة أبناء (بالإنجليزية: Adam Had Four Sons)‏ هو فيلم أبيض وأسود درامي رومانسي أمريكي إنتاج عام 1941 من إخراج جريجوري راتوف مأخوذ عن رواية "إرث" للكاتب تشارلز بونر وبطولة إنغريد بيرغمان ووارنر باكستر وسوزان هيوارد وفاي راي،  تدور أحدث الفيلم حول مربية تصبح مركزًا لعائلة ثرية بعد وفاة زوجة صاحب عملها.

## أحداث الفيلم
يمر رب أسرة ثري آدم ستودارد بأوقات عصيبة بعد وفاة زوجته مولي وانهيار سوق الأسهم عام 1907 الذي قضى على ثروته، في ه>ه الاثناء تصل المربية إميلي وتعمل على الحفاظ على تماسك العائلة. ولكن مع فقدان ثروة آدم، تم إرسال الأولاد إلى مدرسة داخلية ، ودفع تكاليف دراستهم من قبل ابن عم فيليبى الثري، تعود إميلي إلى فرنسا حتى يتمكن آدم من إعادة استعادة ممتلكات العائلة واستدعائها لرعايتها. استغرق ذلك من آدم عدة سنوات، بحلول ذلك الوقت شارك الأولاد الثلاثة الأكبر سناً للقتال في الحرب العالمية الأولى.
تعود الأسرة إلى أسلوب حياتها السابق، يعود الابن ديفيد مع زوجته الجديدة هيستر التي تبين أنها امرأة شريرة متواطئة تريد السيطرة، تكتشف ابنة العم فيليبا أن هيستر كاذبة،لكنها تموت قبل أن تتمكن من إخبار آدم. تخطط هيستر طرد إميلي من المنزل، وتغوي الابن الآخر جاك، بينما يكون زوجها بعيدًا في حالة حرب. تكتشف إميلي هذه العلاقة، لكنها تلتزم الصمت للحفاظ على سعادة آدم وسمعة الأخ، عاد ديفيد وادرك خيانة هيستر، يغادر ديفيد لينتحر عن طريق تحليق بطائرة وتحطمها في ليلة عاصفة. بالرغم من تحطم الطائرة تم إدخاله إلى المستشفى وبقي على قيد الحياة، في النهاية تم اكتشاف كل شيء وتتلقى هستر عقابها ويتم طردها من المنزل. ويرتبط آدم وإميلي وينتهي كل شيء بسعادة.

## طاقم التمثيل
- إنغريد بيرغمان - إميلي جالاتين
- وارنر باكستر - آدم ستودارد
- سوزان هيوارد - هيستر ستودارد
- فاي راي - مولي ستودارد
- ريتشارد دينينغ - جاك ستودارد
- جوني داونز - ديفيد ستودارد
- روبرت شو - كريس ستودارد
- تشارلز ليند - فيليب ستودارد
- بيلي راي - جاك ستودارد
- ستيفن مولر - ديفيد ستودارد
- والاس تشادويل - كريس ستودارد
- بوبي والبيرج - فيليب ستودارد
- هيلين ويستلي - ابن العم فيليبا
- يونيو لوكهارت - فانس
- بيترو سوسو - أوتو
- جيلبرت إيمري - دكتور لين